# 古河集團
古河集團是日本的企業，古河財閥是由古河市兵衛成立。第二次世界大戰前的業務焦點放於採礦、電子和化學工業之上。

## 成員
以下是古河三水會的成員。
| 注釋 | 注釋                 |
| ---- | -------------------- |
| 1    | 同時是芙蓉集團的成員 |
| 2    | 同時是三和集團的成員 |

### 建設
- 古河林業
- 富士古河E&C

### 化工、藥品
- 關東電化工業
- Adeka
- 日本農藥
- 日本瑞翁
- Tohpe

### 橡膠、玻璃、窯業
- 橫濱橡膠

### 有色金屬
- 古河機械金屬
- 古河電氣工業
- UACJ
- 古河科技材料
- 理研電線
- 日鋁全綜製箔
- 日本輕金屬集團
- 日本輕金屬
- 日輕產業

### 機械
- 日本齒輪工業

### 機器
- 古河電池
- 古河AS
- 富士電機
- 富士電機機械控制
- 富士通
- 富士通天
- 富士通將軍
- 富士通先端科技
- 新光電氣工業
- FDK
- PFU
- 愛德萬測試

### 商社
- 古河產業

### 金融·保險
- 富士辦公&生活服務
- 朝日生命保險
- 瑞穗銀行1
- 瑞穗證券1
- 損害保險日本興亞1、2

### 運輸、倉庫
- 古河物流
- 澁澤倉庫

### 資訊、通訊
- 岡野電線
- Miharu通信
- 正電社
- 富士電機IT解決方案
- 富士通營銷
- 富士通FSAS
- 富士通網絡解決方案
- 富士通電信網絡
- 富士通FIP
- 富士通個人系統